# White Street Gallery District

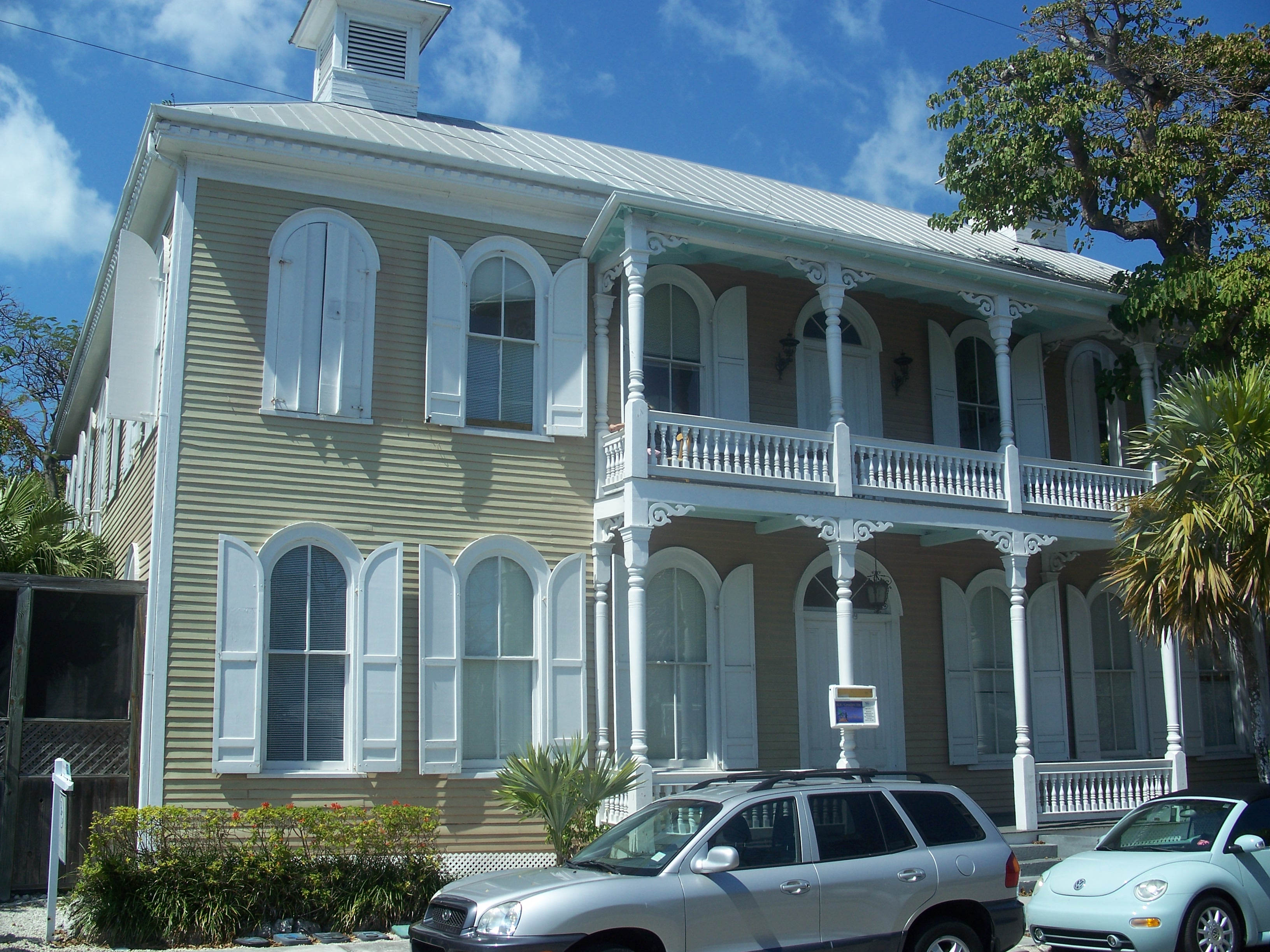
Eduardo H. Gato House im White Street Gallery District

Der White Street Gallery District ist ein Stadtviertel von Key West auf der Insel Key West in den Florida Keys. 

## Lage
Es befindet sich im Zentrum der Insel und wird von der White Und Leon Street sowie der Truman und Flaglers Avenue begrenzt. Die knapp 1.000 Einwohner leben auf etwa 36,25 Hektar. Im Norden des Viertels liegt der Bay-View-Park. 

## Sehenswertes
Zu den Sehenswürdigkeiten des District gehört das Eduardo H. Gato House, das seit 1973 im National Register of Historic Places der Vereinigten Staaten aufgenommen ist.